# Superpredador

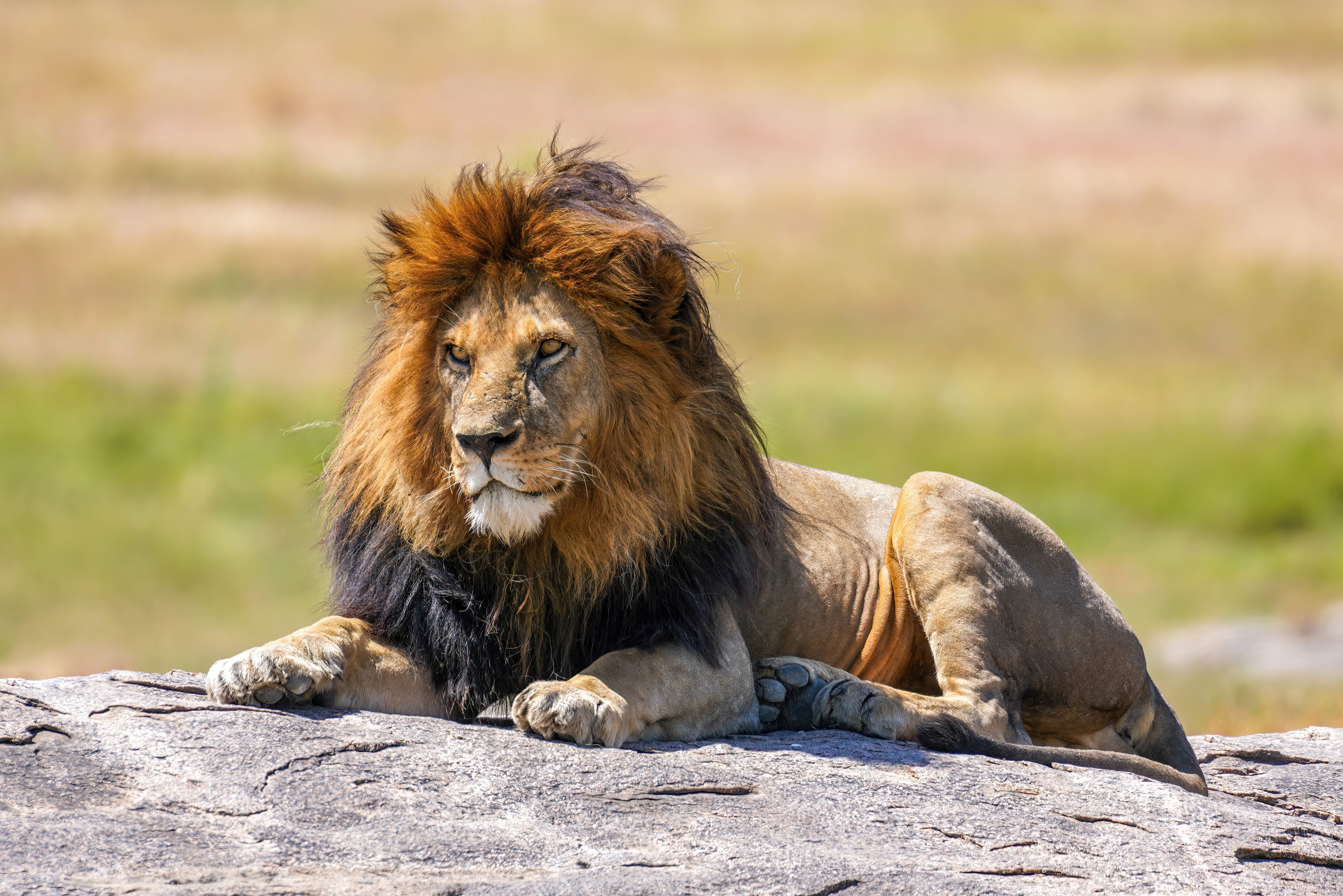
O leão é o segundo maior felino do mundo e atua como predador terrestre de ponta na África

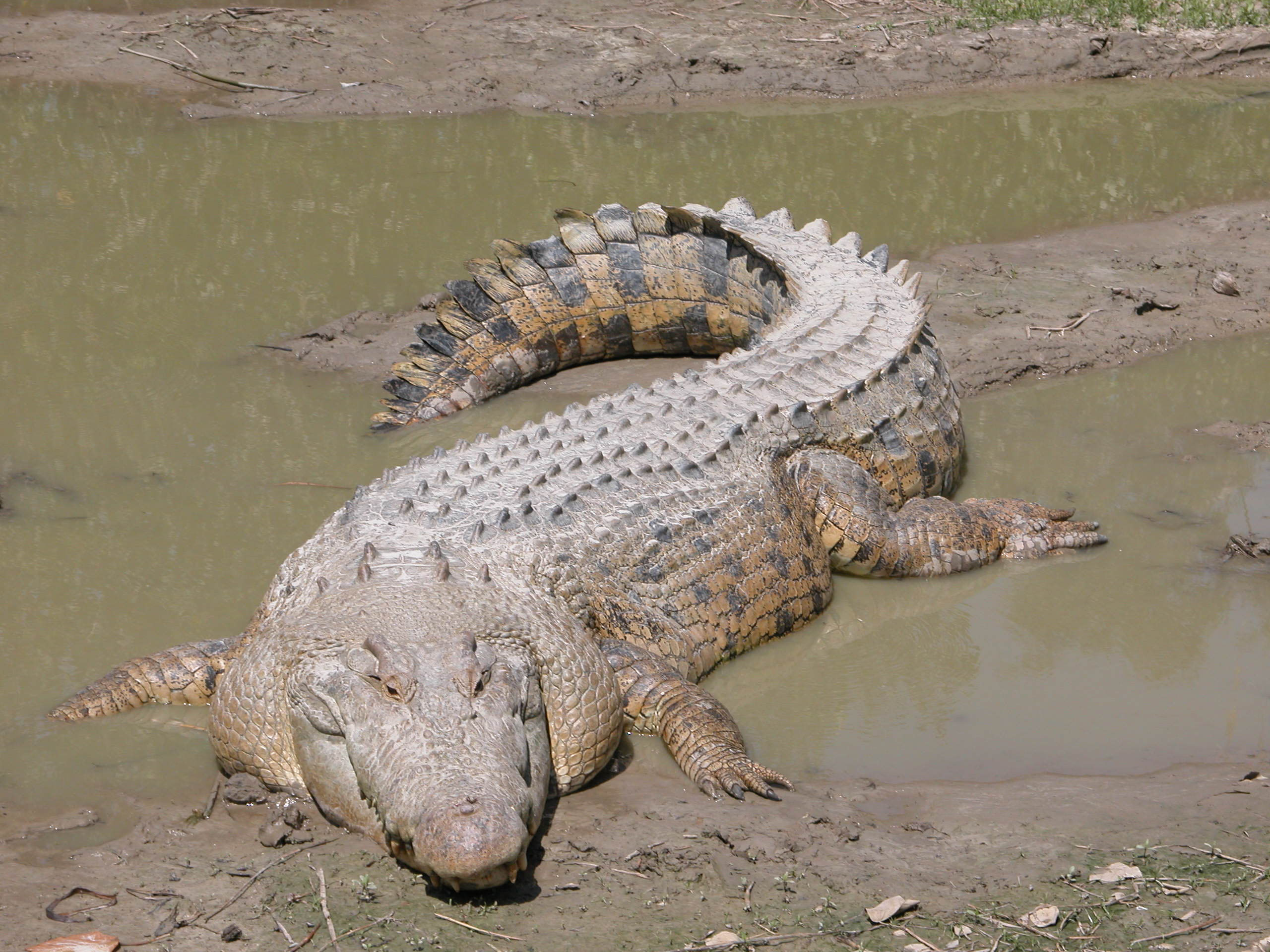
O crocodilo de água salgada é o maior réptil vivo e o predador dominante em toda a sua extensão

O tubarão branco (embaixo) é um dos principais predadores marinhos; no entanto, a orca (em cima) é conhecida por predá-los. Portanto, os grandes tubarões brancos não são verdadeiros predadores de topo. Apesar de coexistirem na maior parte do tempo, confrontos podem ocorrer em ambientes estressantes, quando ambas as espécies competem por recursos limitados.

Superpredador, também conhecido como predador alfa, predador de topo ou predador superior, é um predador no topo de uma cadeia alimentar, sem predadores naturais próprios.
Os predadores de topo são geralmente definidos em termos de dinâmica trófica, o que significa que eles ocupam os níveis tróficos mais altos. As cadeias alimentares são frequentemente muito mais curtas em terra, geralmente limitadas a consumidores secundários – por exemplo, os lobos caçam principalmente grandes herbívoros (consumidores primários), que comem plantas (produtores primários). O conceito de predador de topo é aplicado no manejo da vida selvagem, conservação e ecoturismo.
Os superpredadores têm uma longa história evolutiva, que remonta pelo menos ao período Cambriano, quando animais como o Anomalocaris dominavam os mares.
Os humanos têm interagido há muitos séculos com outros predadores, incluindo o lobo, aves de rapina e corvos-marinhos, para caçar animais de caça, pássaros e peixes, respectivamente. Mais recentemente, os humanos começaram a interagir com predadores de topo de novas maneiras. Estas incluem interações através do ecoturismo, como com o tubarão-tigre, e através de esforços de renaturalização de animais, como a proposta de reintrodução do lince-ibérico.

## Papéis ecológicos

### Efeitos na comunidade

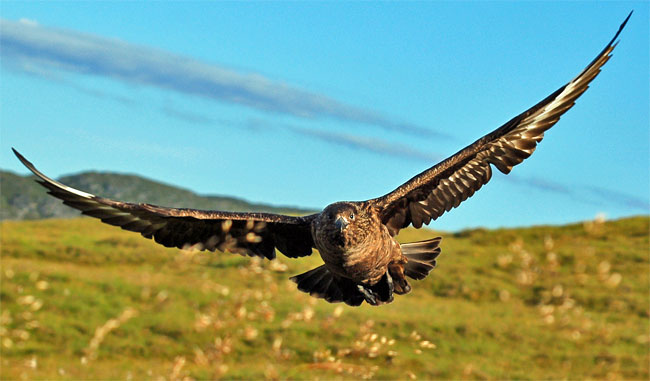
O moleiro-grande é um predador aéreo de topo, que tanto caça outras aves marinhas como as intimida para obter as suas capturas.

Os predadores de topo afetam a dinâmica populacional das espécies de presas e as populações de outros predadores, tanto em ecossistemas aquáticos quanto terrestres. Peixes predadores não nativos, por exemplo, às vezes devastam predadores anteriormente dominantes. Um estudo sobre a manipulação de lagos descobriu que quando um tipo de robalo não nativo foi removido, a truta do lago, o predador nativo suprimido, diversificou sua seleção de presas e aumentou seu nível trófico. Como exemplo terrestre, o texugo, um predador de topo, caça e também compete com o ouriço, um mesopredador, por alimentos como insetos, pequenos mamíferos, répteis, anfíbios e ovos de pássaros que nidificam no solo. A remoção de texugos (num ensaio que investigou a tuberculose bovina) fez com que a densidade de ouriços mais do que duplicasse. Os predadores que exercem controle de cima para baixo sobre os organismos da sua comunidade são frequentemente considerados espécies-chave.

### Efeitos no ecossistema
Os superpredadores podem ter efeitos profundos nos ecossistemas, como consequência do controle da densidade das presas e da restrição de predadores mais pequenos, e podem ser capazes de autorregulação. Eles são essenciais para o funcionamento dos ecossistemas, a regulação das doenças e a manutenção da biodiversidade. Quando introduzidas nas ilhas subárcticas, por exemplo, a predação de aves marinhas pelas raposas-do-ártico demonstrou transformar as pastagens em tundra. Esses efeitos abrangentes em níveis mais baixos de um ecossistema são denominados cascatas tróficas. A remoção de superpredadores, muitas vezes através da intervenção humana, pode causar ou perturbar cascatas tróficas. Por exemplo, a redução da população de cachalotes, predadores de topo com um nível trófico fraccionário de 4,7, devido à caça, causou um aumento da população de lulas grandes, com nível trófico superior a 4 (carnívoros que comem outros carnívoros). Este efeito, denominado libertação de mesopredadores, ocorre em ecossistemas terrestres e marinhos; por exemplo, na América do Norte, as áreas de distribuição de todos os carnívoros de topo diminuíram, enquanto as de 60% dos mesopredadores aumentaram nos últimos dois séculos.

### Conservação

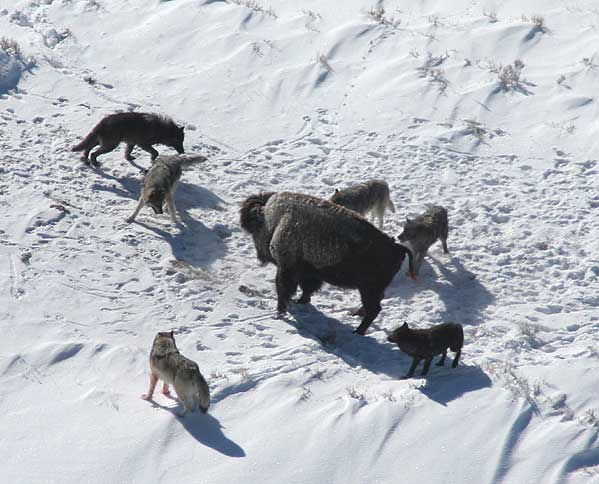
O lobo é tanto um predador de topo quanto uma espécie-chave, afetando o comportamento de suas presas e o ecossistema em geral.

Como os predadores de topo têm efeitos poderosos sobre outros predadores, herbívoros e plantas, eles podem ser importantes na conservação da natureza. Os humanos caçaram muitos predadores de topo que estavam perto da extinção, mas em algumas partes do mundo, esses predadores estão agora retornando. Eles estão cada vez mais ameaçados pelas mudanças climáticas. Por exemplo, o urso polar necessita de grandes áreas de gelo marinho para caçar as suas presas, normalmente focas, mas as alterações climáticas estão a reduzir o gelo marinho do Ártico, forçando os ursos polares a jejuar em terra durante períodos cada vez mais longos.
Mudanças drásticas no Grande Ecossistema de Yellowstone na América do Norte foram registradas depois que o lobo-cinzento, um predador de topo e uma espécie-chave (com grande efeito em seu ecossistema), foi reintroduzido no Parque Nacional de Yellowstone em 1995 como uma medida de conservação. O alce, a principal presa dos lobos, tornou-se menos abundante e alterou o seu comportamento, libertando as zonas ribeirinhas do pastoreio constante e permitindo que os salgueiros, os álamos e os choupos florescessem, criando habitats para castores, alces e dezenas de outras espécies. Além do seu efeito sobre as espécies de presas, a presença dos lobos também afectou uma das espécies vulneráveis do parque, o urso-cinzento: ao saírem da hibernação, depois de jejuarem durante meses, os ursos optaram por procurar comida nas presas, especialmente durante o outono, quando se preparavam para hibernar novamente. O urso pardo dá à luz durante a hibernação, portanto, espera-se que o aumento da oferta de alimentos produza um aumento no número de filhotes observados. Dezenas de outras espécies, incluindo águias, corvos, pegas, coiotes e ursos negros também foram documentadas como catadoras de alimentos de lobos mortos no parque.

## Nível trófico humano

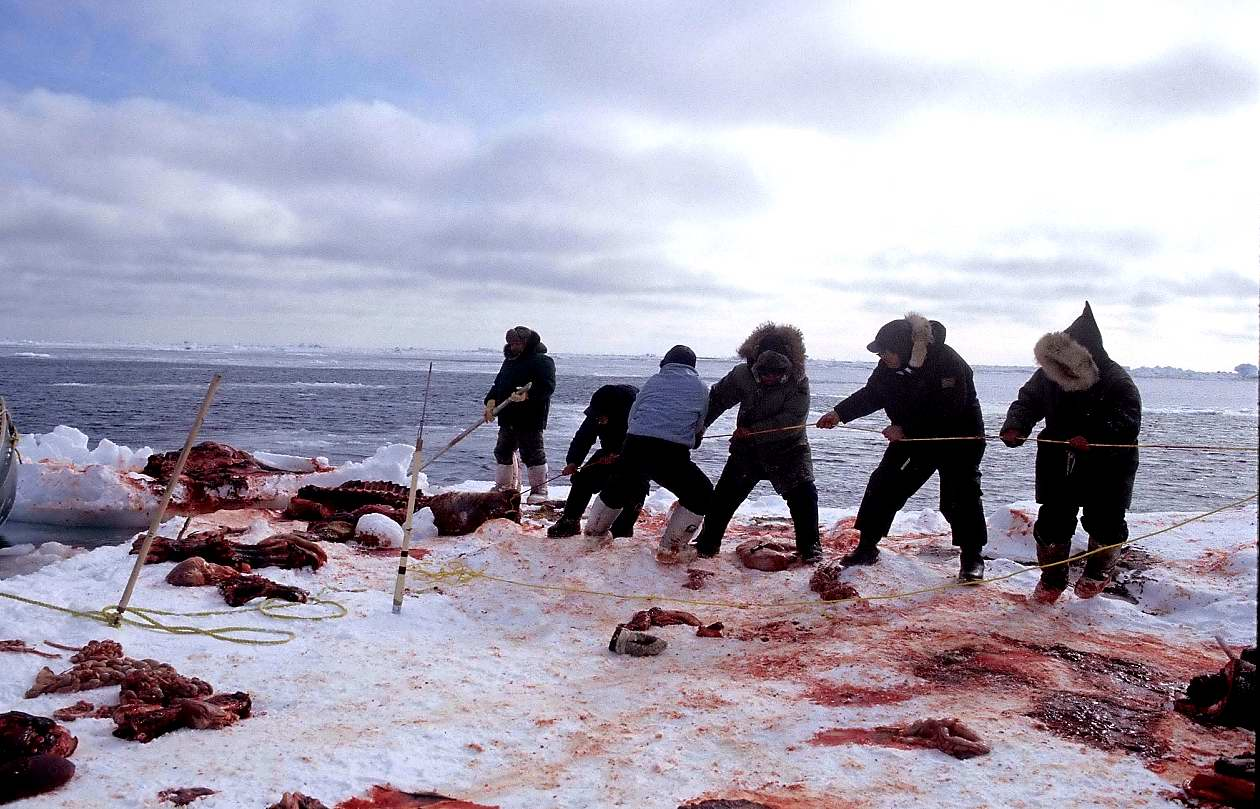
Às vezes, os humanos vivem caçando outros animais para obter alimentos e materiais como pele, tendões e ossos, como nesta caça às morsas no Ártico, mas o status dos humanos como predadores de topo é debatido.

Ecologistas têm debatido se os humanos são superpredadores. Por exemplo, Sylvain Bonhommeau e colegas argumentaram em 2013 que, em toda a cadeia alimentar global, um nível trófico humano fracionário (HTL) pode ser calculado como o nível trófico médio de cada espécie na dieta humana, ponderado pela proporção que essa espécie forma na dieta. Esta análise fornece um HTL médio de 2,21, variando entre 2,04 (para o Burundi, com uma dieta 96,7% baseada em vegetais) e 2,57 (para a Islândia, com 50% de carne e peixe, 50% de vegetais). Esses valores são comparáveis aos de predadores não-superiores, como a anchova ou o porco.
No entanto, Peter D. Roopnarine criticou a abordagem de Bonhommeau em 2014, argumentando que os humanos são predadores de topo e que o HTL era baseado na agricultura terrestre, onde os humanos têm, de fato, um baixo nível trófico, comendo principalmente produtores (plantas cultivadas no nível 1) ou consumidores primários (herbívoros no nível 2), o que, como esperado, coloca os humanos em um nível ligeiramente acima de 2. Em vez disso, Roopnarine calculou a posição dos humanos em dois ecossistemas marinhos, um recife de corais do Caribe e o sistema de Benguela, perto da África do Sul. Nesses sistemas, os humanos comem principalmente peixes predadores e têm um nível trófico fracionário de 4,65 e 4,5, respectivamente, o que, na visão de Roopnarine, torna esses humanos superpredadores.
Em 2021, Miki Ben-Dor e colegas compararam a biologia humana à dos animais em vários níveis tróficos. Usando métricas tão diversas como o uso de ferramentas e a acidez do estômago, eles concluíram que os humanos evoluíram como superpredadores, diversificando as suas dietas em resposta ao desaparecimento da maior parte da megafauna que outrora tinha sido a sua principal fonte de alimento.

## História evolutiva

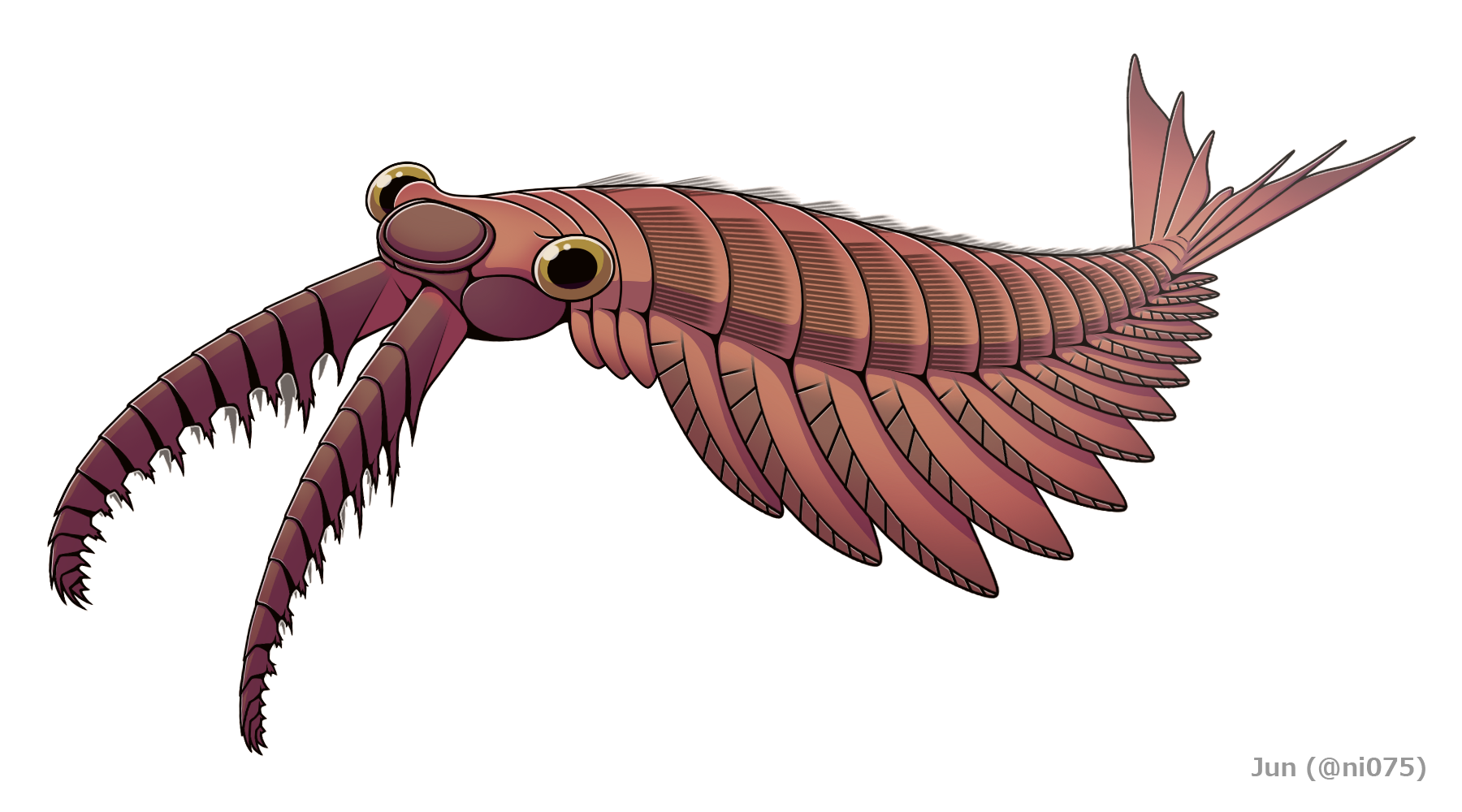
Anomalocaris era um predador de topo nos mares do Cambriano.

Acredita-se que predadores de topo existam pelo menos desde o período Cambriano, cerca de 500 milhões de anos atrás. Não é possível determinar diretamente que espécies extintas são predadores de topo, pois seu comportamento não pode ser observado e pistas sobre relações ecológicas, como marcas de mordidas em ossos ou conchas, não formam um quadro completo. Entretanto, evidências indiretas, como a ausência de qualquer predador perceptível em um ambiente, são sugestivas. Anomalocaris foi um predador aquático de topo, no Cambriano. Suas peças bucais são claramente predatórias e não havia animais maiores nos mares naquela época.
Acredita-se que os dinossauros terópodes carnívoros, incluindo o Allosaurus e o Tyrannosaurus tenham sido predadores de topo, com base em seu tamanho, morfologia e necessidades alimentares. Um tubarão do Permiano, Triodus sessilis, foi descoberto contendo dois anfíbios (Archegosaurus decheni e Cheliderpeton latirostre), um dos quais havia consumido um peixe, Acanthodes bronni, mostrando que o tubarão havia vivido em um nível trófico de pelo menos 4. Entre os fósseis mais recentes, os tigres dentes-de-sabre, como o Smilodon, são considerados predadores de topo no Cenozóico.

## Interações com humanos

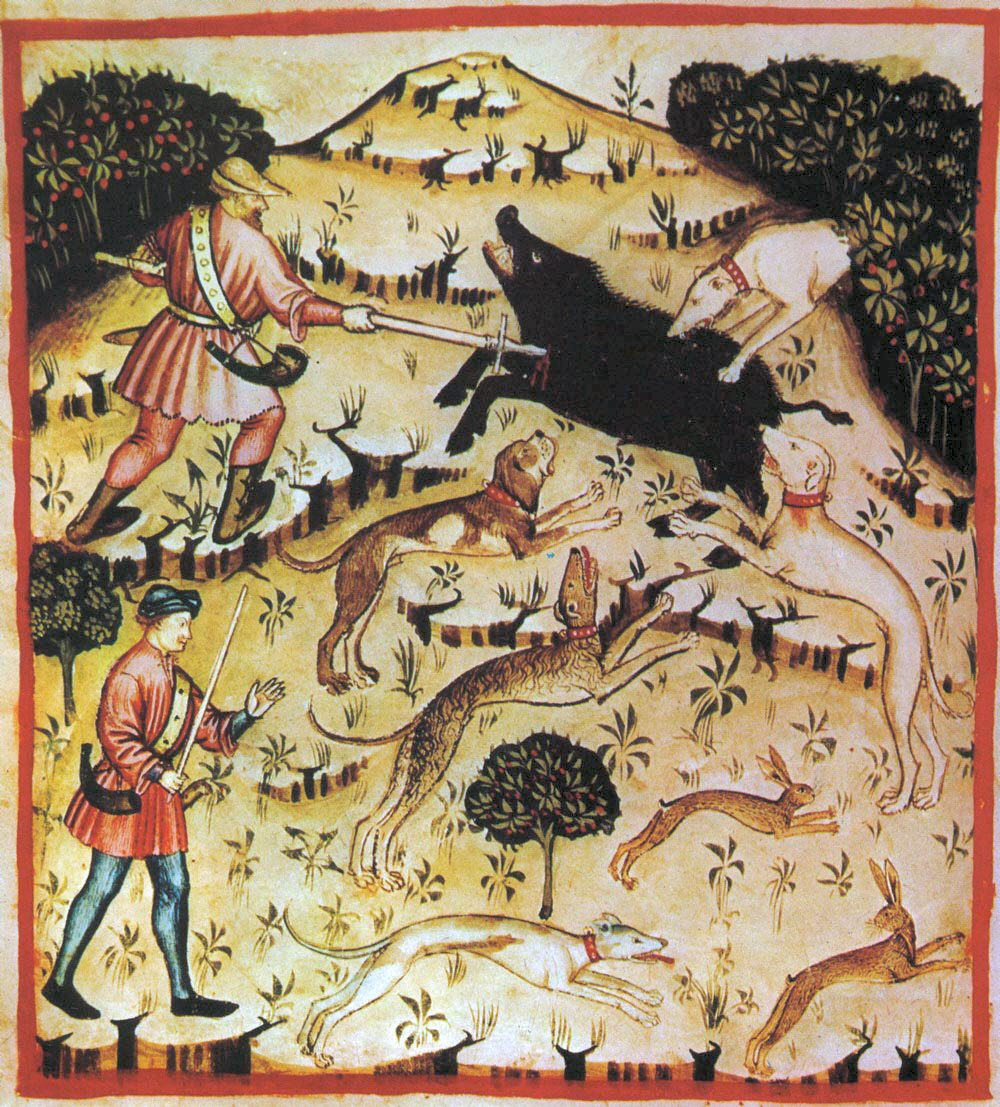
Os cães têm sido usados na caça há muitos milênios, como nesta representação francesa do século XIV de uma caça ao javali.

### Caça
Os humanos caçaram com predadores de topo na forma de lobos e, por sua vez, com cães domésticos, durante 40 mil anos; esta colaboração pode ter ajudado os humanos modernos a superar os neandertais. Os humanos ainda caçam com cães, que muitas vezes foram criados como cães de caça para apontar, expulsar ou recuperar presas. O cão de água português era usado para enfiar peixes nas redes de pesca. Várias raças de cães têm sido usadas para perseguir presas grandes, como veados e lobos.
Águias e falcões, que são predadores de topo, são usados na falcoaria, caça de pássaros ou mamíferos. Os corvos-marinhos amarrados, também predadores de topo, têm sido usados para capturar peixes.

### Ecoturismo

Os tubarões-tigre são temas populares de ecoturismo, mas seus ecossistemas podem ser afetados pelos alimentos fornecidos para atraí-los.

O ecoturismo às vezes depende de superpredadores para atrair visitantes.  Os operadores turísticos podem, consequentemente, decidir intervir nos ecossistemas, por exemplo, fornecendo alimentos para atrair predadores para áreas que podem ser convenientemente visitadas. Isto, por sua vez, pode ter efeitos na população de predadores e, portanto, no ecossistema em geral. Como resultado, o fornecimento de espécies como o tubarão-tigre é controverso, mas os seus efeitos não estão bem estabelecidos por evidências empíricas. Outros predadores de topo afetados incluem grandes felinos e crocodilos.

### Renaturalização de animais

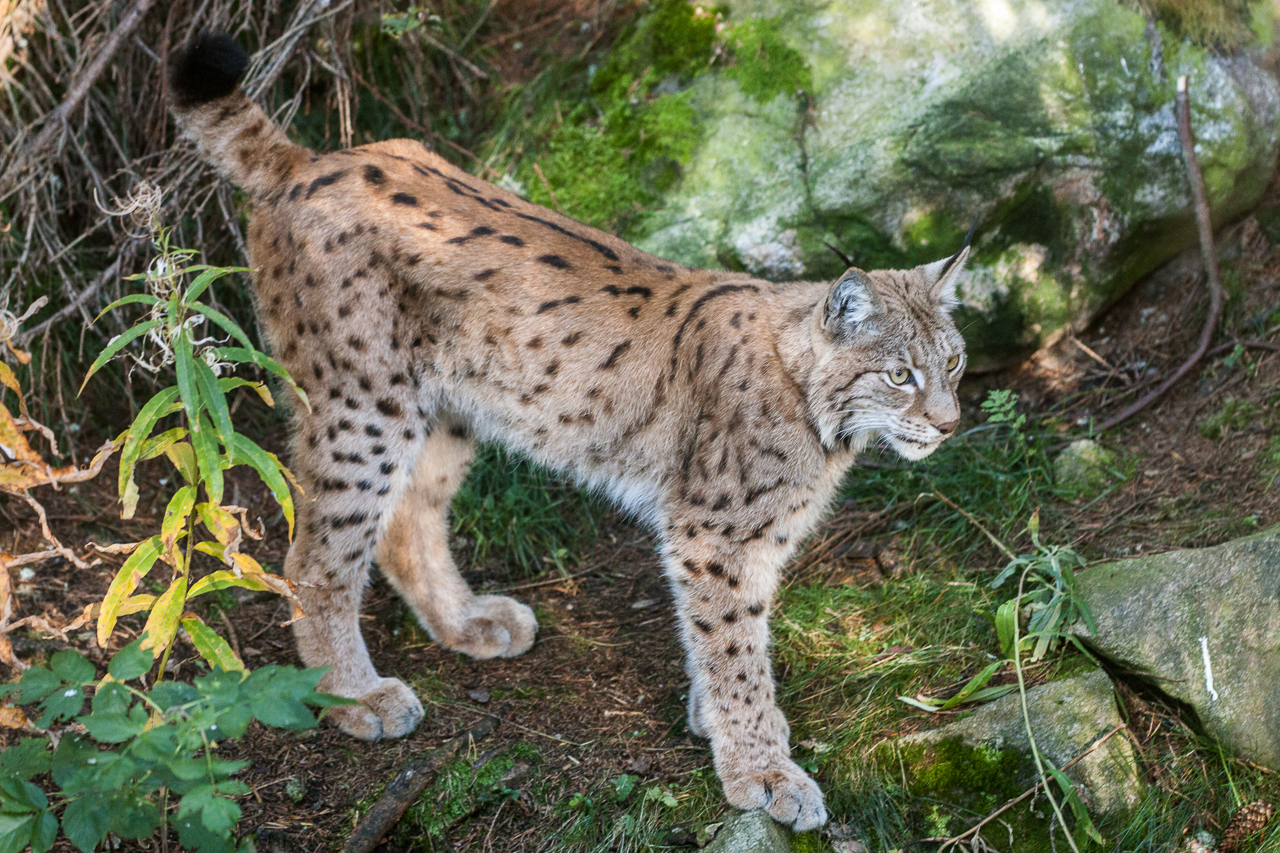
A reintrodução de predadores como o lince é atraente para os conservacionistas, mas alarmante para os agricultores.

Em algumas áreas densamente povoadas, como as Ilhas Britânicas, todos os grandes predadores nativos, como o lobo, o urso, o glutão e o lince, foram extintos, permitindo que herbívoros como os veados se multiplicassem sem controlo, excepto através da caça. Em 2015, foram feitos planos para reintroduzir o lince nos condados de Norfolk, Cumbria e Northumberland, na Inglaterra, e Aberdeenshire, na Escócia, como parte do movimento de reintrodução da vida selvagem. A reintrodução de grandes predadores é controversa, em parte devido à preocupação dos agricultores com o seu gado. Conservacionistas como Paul Lister propõem, em vez disso, permitir que os lobos e os ursos cacem as suas presas num “ambiente gerido” em grandes reservas vedadas; no entanto, isto compromete o objectivo da reintrodução da vida selvagem.